# Gabriel Le Camus
Pour les articles homonymes, voir Le Camus.
Gabriel Étienne Lecamus (ou Le Camus) est un homme politique et ancien directeur de l'École polytechnique, né à Lyon le 15 mai 1746 et mort à Paris le 9 juin 1827.

## Biographie
Il étudie à l'école des Ponts et chaussées, puis devient avocat au parlement en 1783. À Lyon, il sera ensuite receveur des gabelles du département en 1783 et 1786, puis secrétaire greffier de cette municipalité en 1792.
Il monte ensuite à Paris pour diriger la quatrième division du ministère de l’Intérieur, qui est chargé des travaux publics, de l'agriculture, des mines, des forges, des ports, des canaux, des ponts et chaussées, que son ami Roland de la Platière lui confie. Il y restera jusqu'à sa dissolution le 1er avril 1794 et deviendra directeur de la Commission des travaux publics. Le 3 décembre 1795, il succède à Jacques Lamblardie au poste de directeur de l’École polytechnique. Il occupera cette place jusqu'au 22 mars 1796, et n'aura que des fonctions de gestion et d’administration. Après une réorganisation de l'école, Michel Vandebergue lui succédera et il sera alors administrateur chargé des bâtiments. Il restera à ce poste jusqu’au 27 août 1797, date où il sera rappelé au ministère par François de Neufchâteau pour être nommé chef de la troisième division, qui est chargée des Ponts et Chaussées, au ministère de l’Intérieur. Il sera aussi en 1810 et 1813, directeur des opérations du cadastre à Orléans. 
Il fera également partie des franc-maçons et présidera les Deux Loges Réunies de Lyon de 1785 à 1787.
Il épousera, le 27 août 1776 à Lyon, Jeanne Madeleine Thérèse de Jussieu, sœur du botaniste Antoine Laurent de Jussieu,.
Il prend sa retraite le 10 août 1817. 

### Attrait pour les sciences
Dans une lettre de Roland de la Platière, celui-ci rapporte que Le Camus possède dans sa maison de Lyon une bibliothèque de 60 000 volumes mais aussi un cabinet d’histoire naturelle comprenant une collection de minéralogie, un cabinet de physique, un laboratoire de chimie, et un observatoire. 
Connu pour ses connaissances en histoire naturelle, et plus particulièrement en minéralogie, il se présente comme candidat à l'Académie des sciences, belles-lettres et arts de Lyon où il est élu le 27 juin 1775. Il y traitera de divers sujets comme les salines, la houille, les basaltes, la chimie ou encore la présentation d'un électrophore qu’il a fait construire. 
Il sera également membre de l’académie de Villefranche et de l’académie de Dijon, mais aussi correspondant de celles de Valence et de Montpellier. Il est aussi président de la Société philosophique des sciences et arts utiles de Lyon, fondée en 1785.